# Stato fondamentale
In meccanica quantistica si definisce stato fondamentale di un sistema l'autostato discreto dell'operatore hamiltoniano di autovalore minimo, cioè lo stato di minima energia possibile. Essendo l'Hamiltoniana il generatore dell'evoluzione temporale (allo stesso modo in cui l'operatore impulso è il generatore delle traslazioni spaziali), lo stato fondamentale (così come gli altri autostati dell'energia) è anche uno stato stazionario.
Di importanza storica e didattica sono lo studio dello stato fondamentale dell'oscillatore armonico e di quello dell'atomo di idrogeno.